# Neovison macrodon
Neovison macrodon är en utdöd däggdjursart som först beskrevs av Prentiss 1903. Den ingår i släktet Neovison och familjen mårddjur. IUCN kategoriserar arten globalt som utdöd. Inga underarter finns listade.
Arten levde vid Atlanten i Nordamerika från New Brunswick och Newfoundland (Kanada) till Massachusetts och Maine (USA). Den var bra anpassad till livet i vatten och hade fiskar samt havslevande blötdjur som föda. Artens gryt var en hålighet mellan stenar eller klippor. Neovison macrodon jagades intensivt för pälsens skull, vilket medförde djurets utrotning. Den sista bekräftade iakttagelsen är från 1894. I samband med utrotningen övertogs utbredningsområdet stegvis av minken.
Med en total längd av cirka 82,5 cm (inklusive svans) var arten tydligt längre än minken. Den var även tjockare och robustare byggd. Artens yviga svans upptog ungefär en tredjedel av hela djurets längd. Kroppen var täckt av tät, rödbrun päls. Antagligen var honor liksom hos andra mårddjur mindre än hanar.
Neovison macrodon betraktades länge som en underart till minken. Det kan vara orsaken till att inga skyddsåtgärder inrättades.